# Filippo Tagliolini
Filippo Tagliolini (Fogliano di Cascia, 1745 – Napoli, 1809) è stato uno scultore e ceramista italiano.

## Biografia

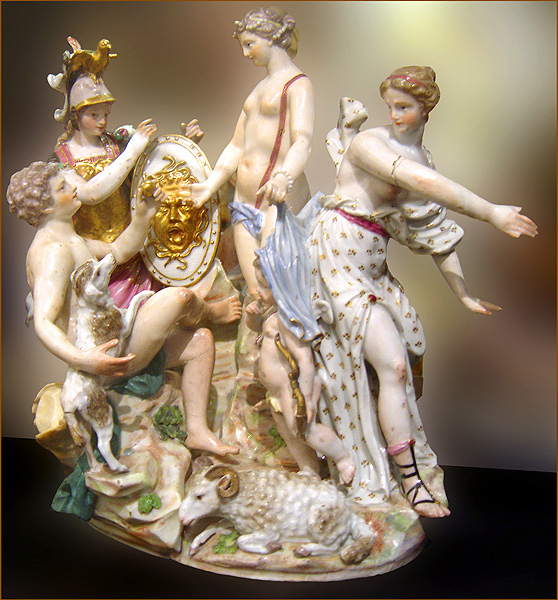
Il Giudizio di Paride (Musei Capitolini)

Nato in un borgo della Valnerina, presso Cascia, la passione per l'arte e il desiderio di affermarsi lo spinse, ventenne, a recarsi a Roma dove, nel 1766, dopo un breve apprendistato nella bottega di Pietro Pacilli, si aggiudicò l'ambito premio di scultura dell'Accademia di San Luca. Il riconoscimento lo stimolò a trasferirsi, l'anno successivo, prima a Venezia per lavorare nel laboratorio dei fratelli Cozzi, poi a Vienna, in cui operò validamente come modellatore nella fabbrica imperiale di porcellane.
Nel 1780, già sufficientemente conosciuto, fu convocato a Napoli per lavorare presso la Real fabbrica Ferdinandea (1771-1806), che contribuì a rinnovare, sotto il patrocinio dei sovrani Ferdinando IV e Maria Carolina: si fece portatore di prestigiose innovazioni introducendo l'uso del biscuit e del gusto neoclassico.
Le opere del Tagliolini, oltre cento, sono conservate specialmente presso il Museo di Capodimonte. Ideava e modellava personalmente le sue creazioni, coadiuvato poi dagli allievi, e le firmava con un monogramma.
Tra le sue sculture più famose il Giudizio di Paride, composto da 19 pezzi, la Caduta dei Giganti e L'Educazione di Achille da parte del centauro Chirone. Un’altra importante scultura è Alessandro Magno a cavallo di Bucefalo,1790, collezione privata. Ritrae il re macedone Alessandro Magno in sella al suo leggendario cavallo Bucefalo, che si impenna, armato probabilmente di lancia che punta contro il nemico.
Filippo Tagliolini morì a Napoli, nel 1809, all'età di 64 anni.